# دایسوکه واتانابه
دایسوکه واتانابه (انگلیسی: Daisuke Watanabe؛ زادهٔ ۱۱ مارس ۱۹۷۴) فیلم‌نامه‌نویس اهل ژاپن است.